# Warren Benson
Warren Benson (Detroit, 26 gennaio 1924 – Rochester, 6 ottobre 2005) è stato un compositore statunitense.

## Biografia
Benson nacque a Detroit nel 1924. Appena quattordicenne, ancora studente all'Università del Michigan, era timpanista dell'Orchestra Sinfonica di Detroit sotto la direzione di direttori come Ormandy, Reiner, Goossens, Bernstein.
Dal 1950 al 1952 Benson si aggiudicò due borse di studio Fulbright per insegnare all'Anatolia College di Salonicco, in Grecia. Lì fondò l'Anatolia College Chorale, il primo gruppo corale scolastico misto greco.
Dopo 14 anni all'Ithaca College (dove, nel 1953, organizzò il primo gruppo di percussioni itineranti negli Stati Uniti orientali - e il secondo in tutto il mondo), Benson divenne professore di composizione alla Eastman School of Music. Durante il suo incarico (1967-1993) ottenne varie onorificenze, fino ad essere nominato nel 1994 professore emerito. Dal 1986 al 1988 è stato anche professore ospite presso la Southern Methodist University. Tra gli studenti di Benson figurano Michael Glenn Williams, Eric Ewazen, Claude Baker, Robert Paterson, Gordon Stout e Roger Briggs.
Benson è autore di oltre 100 composizioni. È conosciuto particolarmente per i suoi lavori per percussioni e fiati, eseguiti in più di 40 paesi e registrati spesso. Ha ricevuto numerosi riconoscimenti per la sua musica, tra cui il John Simon Guggenheim Composer Fellowship, il Lillian Fairchild Award, una Citation of Excellence della National Band Association, molti ASCAP Serious Music Awards e tre commissioni per composizioni dalla National Endowment for the Arts. È stato uno dei membri fondatori della Percussive Arts Society.
Oltre alla musica, Benson è autore di due raccolte umoristiche: "Creative Projects in Musicianship" e "... And My Daddy Will Play the Drums: Limericks for Friends of Drummers".
La sua biografia, curata da Alan Wagner, è stata pubblicata da Edwin Mellen Press.

## Opere significative

### Pianoforte
- Three Macedonian Miniatures
- If I Could Be?
- Not Without Merritt

### Musica da camera
- Canon, per tuba e tamburo a mano
- Capriccio, per violino, viola, violoncello e pianoforte
- Concertino, per sassofono contralto e ensemble di fiati (1971)
- The Dream Net, per sassofono contralto e quartetto d'archi (1983)
- A Gentle Song, per clarinetto in si bemolle e pianoforte (1953)
- Invocation and Dance
- Largo Tah
- Quartet One, per quartetto d'archi
- Quintet, per oboe e quartetto d'archi
- Steps
- Quartetto d'archi n. 1
- Wind Rose, per quartetto di sassofoni

### Musica vocale
- The Drums of Summer, per piccolo gruppo di fiati (27 esecutori) e coro da camera SATB (16 cantanti)
- An Englishman with an Atlas or America the Unpronounceable, per coro a cappella SAB (1976)
- Five Lyrics Of Luise Bogan, per mezzosoprano e flauto (1984)
- Nara
- Psalm 24
- Psalm 139: "Whither Can I Go from Your Spirit?", per coro e tastiera SATB (1981)
- Sing and Rejoice, per coro a cappella SSAATTBB (1997)
- The Singers and The Cherry Tree, per coro a cappella SATB (1999)
- Song of the Pop-Bottlers, per coro in tre parti di voci bianche a cappella (1970)
- Songs for the End of the World
- Three Solitary Songs, per voce media e pianoforte

### Musica per banda
- Adagietto
- Danzon-Memory
- Dawn's Early Light
- Divertissement
- Ginger Marmalade (1978)
- Grainger and Friends
- The Leaves Are Falling
- The Mask of Night
- Polyphonies for Percussion
- Remembrance
- Shadow Wood
- The Solitary Dancer
- Symphony No. 2 ("Lost Songs")
- Vigor
- Wings

- Aeolian Song, per sassofono contralto e banda
- Concertino per sassofono contralto e banda
- Helix, per tuba solista e banda da concerto
- Recuerdo, per oboe/corno inglese (un esecutore) e banda
- Star Edge, per sassofono contralto e gruppo di fiati

### Orchestra
- Beyond Winter: Sweet Aftershowers
- The Man with the Blue Guitar
- Polyphonies
- Aeolian Song, per sassofono contralto e piccola orchestra
- Concertino per sassofono contralto
- Concertino per flauto, archi e percussioni